# 黒沢保裕
黒沢 保裕（くろさわ やすひろ、1956年8月19日 - ）は、NHKのシニアアナウンサー。

## 来歴・人物
東京都八王子市出身。
東京都立国分寺高等学校、早稲田大学教育学部卒業。
1980年NHK入局。これまでに情報番組や報道番組を多く担当している。#過去の担当番組参照
2023年現在、NHK放送研修センターに講師として在籍している。

## 現在の担当番組
- ラジオニュース（木曜夜勤 - 金曜朝）[3]

## 過去の担当番組
長崎放送局時代
- FMリクエストアワー
- 第37回NHK紅白歌合戦（中継リポーター）
- 九州特集 「瞳を閉じて ユーミンが贈った島のうた」（1988年9月4日 瞳を閉じて歌碑建立の模様を放送）

東京アナウンス室時代（初期）
- NHKモーニングワイド（平日6時台メインキャスター 1991.6 - 1992.3）

東京アナウンス室時代（2度目）
- お元気ですか日本列島（ハツラツ道場 2003.9.30 - 2004.3.12）

名古屋放送局時代（初期）
- 東海3県・東海北陸のニュース
- 情報フレッシュ便 さらさらサラダ（2004.4 - 2006.3）
- ゆうどきネットワーク東海・北陸（2006.4 - 2007.3）

日本語センター出向時代（1度目）
- 新日曜美術館（2007.4 - 2009.3）
- 三つのたまご（2009.4 - 2011.3）
- NHKニュース（正午）、NHKきょうのニュース（ラジオ第1、NHK-FM）（土日キャスター、2007.4 - 2012.3）
- 仕事学のすすめ（Eテレ）語り手
- にっぽん木造駅舎の旅 ナレーション
- 新日本風土記 初代サブナレーション
- もういちど、日本 ナレーション

名古屋放送局時代（2度目）
- おはよう東海（代行、2012年度 - 2015年度）
- ニュース
- 列島リレーニュース（不定期）
- 中部あさいちばん（不定期）

放送センター異動後
- Nスペ5min.  若冲  天才絵師の謎に迫る（ナレーション・2016年4月23日）
- 今日は一日“ユーミン”三昧（NHK-FM）（名古屋放送局・小山径アナウンサーと進行役・2018年8月14日）
- 京都の大宇宙 東寺（NHK BS8K）（語り・2019年5月2日）
- きょうの健康 キャスター（2016年4月4日 - 2020年3月）
- 先どり きょうの健康
- NHKけさのニュース (毎週土曜 7:00 - 7:15 2020年4月 - 2022年4月)